# Schloss Zottewitz

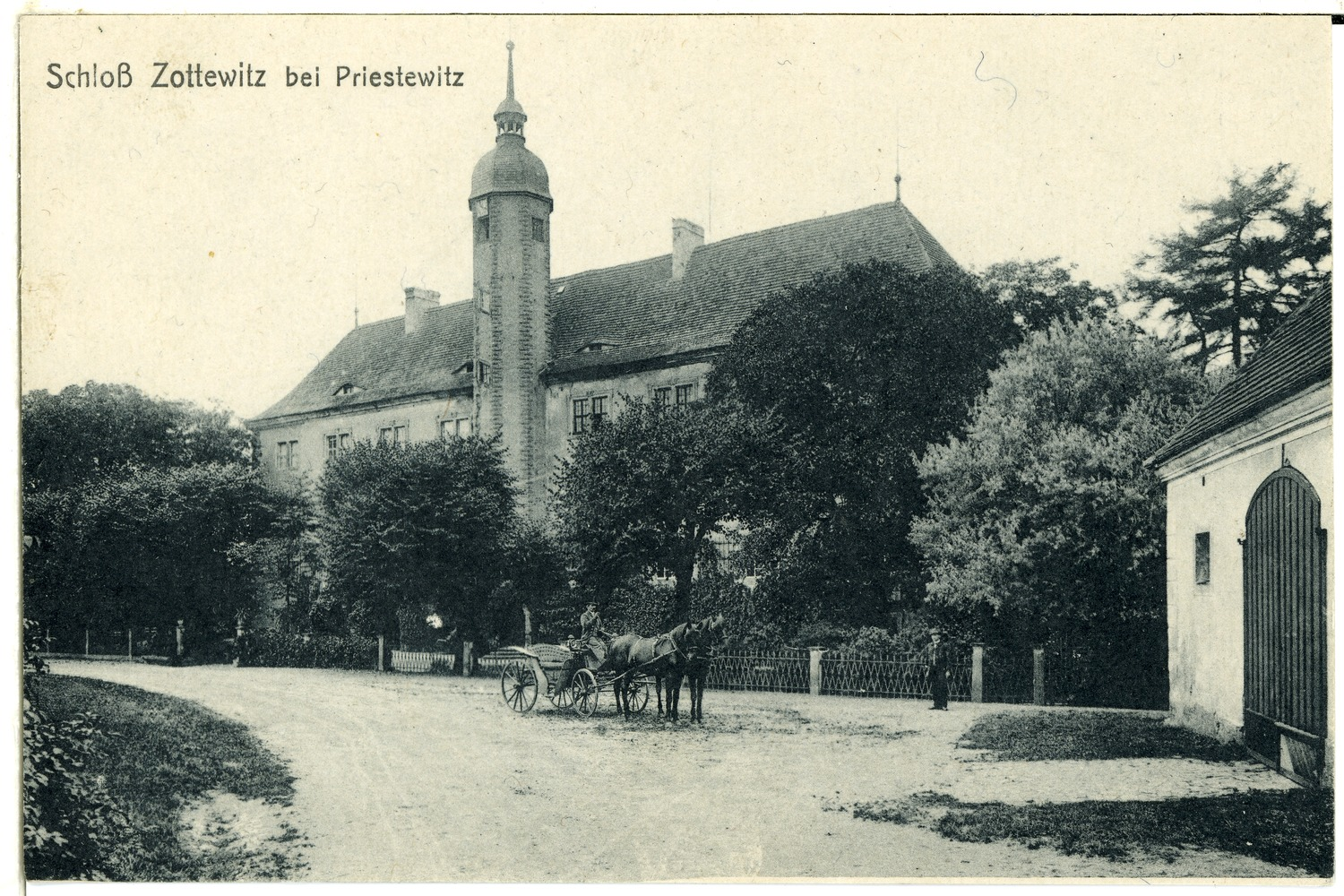
Schloss Zottewitz (1899)

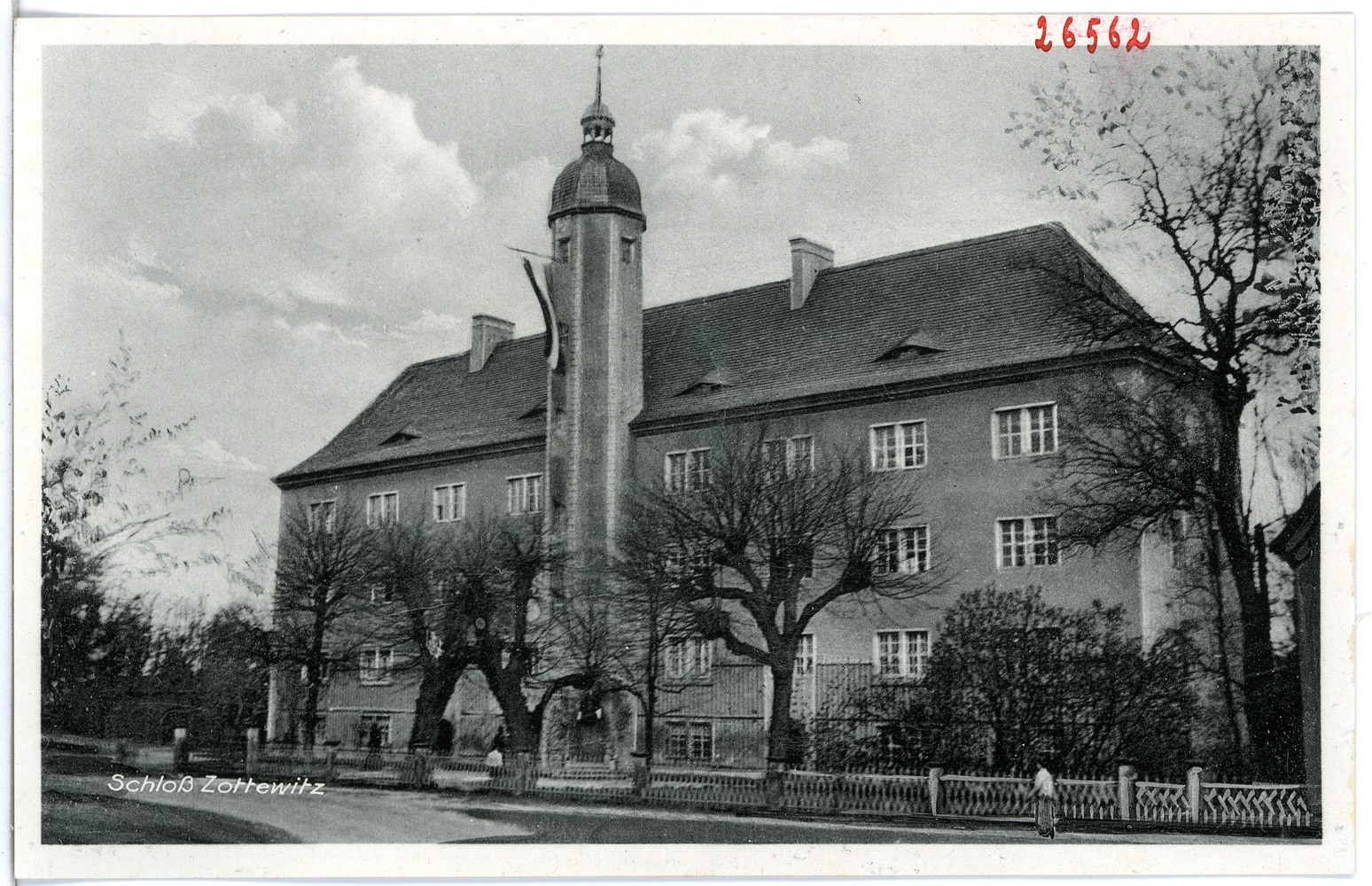
Schloss Zottewitz (1935)

Schloss Zottewitz war eine aus einem mittelalterlichen Herrengut hervorgegangene Schlossanlage im heutigen Priestewitzer Ortsteil Zottewitz im Landkreis Meißen. Das Schloss befand sich auf einer kleinen Anhöhe im Zentrum des Dorfes und wurde nach dem Zweiten Weltkrieg abgerissen.

## Baubeschreibung
Schloss Zottewitz war ein ca. 50 m langer dreigeschossiger Bau mit 16 Fenstern Front. Im Mittelteil der Südseite besaß es einen Treppenturm, in dem eine Wendeltreppe die einzelnen Etagen verband. Der Kernbau des Schlosses befand sich im Osten, die westliche Hälfte wurde erst später angebaut und durch eine einheitliche Fassadengestaltung mit dem vorhandenen Flügel verbunden. Das Gebäude besaß ein steiles Walmdach. Der markante Schlossturm war im oberen Bereich mit einer Sonnenuhr geschmückt. Auf der Spitze befand sich eine Wetterfahne mit Darstellung eines rückwärts gewendeten Reiters auf einem springenden stierartigen Tier und der Jahreszahl 1637, welche wohl auf die Beendigung des Schlossbaues hinwies. Ein Tor im Treppenturm zeigte auf einem Schlussstein eine Kartusche mit dem Wappen der Herren von Schleinitz.
Über der aus der Frühzeit der Anlage stammenden, ausgedehnten und bis heute nicht restlos erforschten Kelleranlage lag das Erdgeschoss mit einer Kreuzgewölbedecke. Hier befand sich neben Wirtschaftsräumen auch die frühere Gerichtsstube. Ein Wandschrank sowie die Figur eines Engels, welcher eine Waage hält, deutete auf diese Nutzung hin. Die Wohnräume in den oberen Etagen besaßen meist einfache Stuckdecken vom Anfang des 18. Jahrhunderts. Hier gab es auch zwei Säle, Salons sowie Kammern für die Bediensteten.

## Geschichte
Das Schloss entstand vermutlich an Stelle eines älteren Herrensitzes und wurde 1277 erstmals erwähnt. Die ursprüngliche Anlage war von einer Umfassungsmauer mit vier Eckbastionen und Schießscharten umgeben. Besitzer des Schlosses war von 1473 bis 1586 die Familie von Taubenheim. Ab 1597 gehörte es bis 1840 der im Meißner Land ansässigen und weit verzweigten Adelsfamilie von Schleinitz. Mehrfach wurde der Bau dabei verändert und erweitert, bevor im Jahr 1673 der Bau weitgehend abgeschlossen war. Der letzte Vertreter der Schleinitz war russischer Kammerherr und Geheimer Rat. Die Familie von Schleinitz betrieb Zottewitz als Nebengut, Hauptsitz wurde Königswartha.
Im 18. und 19. Jahrhundert wurde das Zottewitzer Rittergut an verschiedene bürgerliche Pächter vergeben. Der Besitz war aber im Eigentum von 1805 bis 1820 bei den Familien von Leubnitz und von Polenz, ab etwa 1821 dann gänzlich bei dem Adelsgeschlecht von Polenz. Namhaft war hier der Fideikommissbesitzer und Herr mehrerer Güter, Christian Ernst Dietrich von Polen(t)z  (* 1777; † 1855), liiert mit Eberhardine von Bredow-Ihlow. Über die Heirat ihrer jüngsten Tochter Agnes von Polenz-Zottewitz (* 1814; † 1842) mit Albert Hennig von Stammer übernahm die Familie von Stammer das Anwesen. Erbe wurde 1884 die einzige Tochter der Vorgenannten, Agnes Henriette Josephine (Josepha) von Stammer. Um 1910 war Familie Albert Helm Pächter. Zum Rittergut Zottewitz gehörten damals ein Grundstück in Blattersleben, gesamt 185 ha. 1925 gehörte das Anwesen samt Begüterung dem Chemnitzer Unternehmer H. R. Heinicke, Pächter blieb Familie Helm. Von den 185 ha waren 43 ha Waldbesitz.
Während des Zweiten Weltkrieges waren hier Teile der Dresdner Kunstsammlungen ausgelagert.
Im Zuge der Bodenreform 1946 wurde Schloss Zottewitz enteignet. Am 9. September 1947 erließ die sowjetische Besatzungsmacht im Osten Deutschlands den SMAD-Befehl Nr. 209, der den Abbruch einstiger Adelssitze zur Gewinnung von Baumaterial für den Bau von Neubauernhöfen ermöglichte. In diesem Zusammenhang erfolgte 1948 die Sprengung des Schlosses und der folgende vollständige Abbruch der Anlage. 
Heute steht auf dem Gelände des Schlosses ein Wohnhaus. Erhalten blieben Teile der alten Kelleranlagen, welche teilweise mit Schutt verfüllt wurden. In den 1980er und 1990er begannen Freilegungsarbeiten, wobei weitere bislang unbekannte Gewölbe entdeckt wurden. Hinter dem früheren Schloss gibt es noch einen kleinen Teich mit einem Bootsschuppen. Die bronzene Turmglocke des Schlossturms wird heute im Kreismuseum Großenhain  aufbewahrt.
Sagenumwoben ist ein der Überlieferung nach bestehender unterirdische Verbindungsgang, welcher einst von Zottewitz zum Schloss Hirschstein auf der anderen Elbseite geführt haben soll.